# Atak na autobus w Podujevie
Atak na autobus w Podujevie – atak terrorystyczny zorganizowany przez albańskich ekstremistów 16 lutego 2001. Celem ataku był autobus wiozący grupę Serbów na groby swoich bliskich w Kosowie. Ofiarą ataku padło 12 Serbów, dalszych 40 osób odniosło rany.

## Przebieg zamachu
16 lutego 2001 kolumna pięciu autobusów z ponad 250 pasażerami narodowości serbskiej przekroczyła granicę kosowską. Jadący autobusami byli kosowskimi Serbami, którzy w poprzednich latach uciekli z Kosowa ze strachu przed atakami ze strony przeważającej ludności albańskiej. Celem ich przyjazdu do Kosowa była modlitwa na grobach bliskich zmarłych. Kolumna autobusów była ochraniania przez pięć szwedzkich pojazdów opancerzonych.
W południe w odległości 400 m od szosy w okolicach Podujeva (obszarze zamieszkanym po 1999 niemal wyłącznie przez Albańczyków) nastąpiła detonacja bomby, która zniszczyła pierwszy z pięciu przejeżdżających pojazdów. Wozy eskorty pozostały nienaruszone. Zginęło 12 Serbów, dalszych 40 odniosło rany.

## Reakcje
Natychmiast po dotarciu informacji o zamachu do Gračanicy w miejscowości wybuchły gwałtowne protesty krewnych ofiar, którzy zablokowali drogę dojazdową do Prisztiny i spalili kilka pojazdów.
Władze NATO określiły zamach w Podujevie jako „morderstwo z premedytacją”. Sekretarz generalny NATO George Robertson stwierdził, iż NATO nie przeprowadziło bombardowań Serbii w 1999 po to, by czystki etniczne popełniane na jednej grupie etnicznej zmieniły się w czystki prowadzone przeciw innej.

## Śledztwo
W toku śledztwa przeprowadzanego przez brytyjskich i ukraińskich żołnierzy sił pokojowych NATO odnaleziony został 600-metrowy przewód, dzięki któremu możliwe było odpalenie ładunku wybuchowego użytego w ataku na autobus. Na drodze prowadzącej do serbskiej enklawy Brezovica odkrytych zostało kolejnych sześć ładunków wybuchowych.
W marcu 2001 brytyjska jednostka specjalna Special Air Service aresztowała pięciu Albańczyków podejrzanych o przeprowadzenie zamachu. Czterech zatrzymanych okazało się członkami popieranej przez kraje zachodnie Korpusu Ochrony Kosowa. Głównym podejrzanym o organizację zamachu został w toku śledztwa kosowski Albańczyk Florim Ejupi, który zdołał zbiec z amerykańskiego obozu KFOR, w którym był tymczasowo przetrzymywany. 7 czerwca 2004 został aresztowany ponownie w Tiranie, na mocy międzynarodowego nakazu aresztowania. W 2008 został skazany na 40 lat więzienia m.in. za organizację i przeprowadzenie zamachu w Podujevie. Został jednak zwolniony przez EULEX w marcu 2009, bez podania powodu. W czerwcu tego samego roku EULEX zapowiedział otwarcie nowego śledztwa w tej sprawie.